# Златополье (Казахстан)
Златопо́лье (каз. Златополье) — село в Бурабайском районе Акмолинской области Казахстана. Административный центр Златопольского сельского округа. Код КАТО — 117051100.

## География
Село расположено возле озера Кумдыколь, в южной части района, на расстоянии примерно 17 километров (по прямой) к юго-западу от административного центра района — города Щучинск.
Абсолютная высота — 384 метров над уровнем моря.
Климат холодно-умеренный, с хорошей влажностью. Среднегодовая температура воздуха положительная и составляет около +2,9°С. Среднемесячная температура воздуха в июле достигает +18,7°С. Среднемесячная температура января составляет около -14,9°С. Среднегодовое количество осадков составляет около 450 мм. Основная часть осадков выпадает в период с мая по август.
Ближайшие населённые пункты: село Савинка — на западе, село Сотниковка — на юге, село Карашилик — на востоке.

## История[2]
Село Златополье образовалось в 1907 году переселенцами казаками из Харьковской, Екатеринославской и Орловской губерний. Переселенцы выбирали поближе к лесу, недалеко от озера Кумдыколь. Отливающие золотом поля подсказали название селу — Златополье. Первым старостой на общем собрании был избран Тесленко С.П., остававшийся на этом посту до 1917 года. 
Первыми поселенцами стали семьи: Горбенко, Завгороднего, Киселева, Четверика, Щербоноса, Левченко, Казначеева, Калюжного, Раенка, Матвиенко, Горбачева, Горобца, Шилова, Рудева, Скорохода, Шипилова. 
Первыми новостройками после Октябрьской революции стала школа и сельсовет. А первым председателей был Приходько Я.К..
После нелегкой коллективизации, колхозники села стали подниматься на ноги: заводить скот, приобретать, по тем временам, предметы роскоши: велосипеды и швейные машинки. За счёт чего с 1938 года Златополье начало называться колхозом «Строительный».
Во время Великой Отечественной войны на фронт ушли почти все мужчины призывного возраста. Многие не вернулись с войны: погибли в боях Василий и Анна Руденко, Андрей Левченко, Андрей Раенок. Дошел до Берлина Иван Руденко. Вернулся с войны инвалидом, без одной ноги Левченко Николай. В 1943 году из села отправился на фронт и Иван Дегтярёв. В то время ему было 18 лет. Он дошёл до Будапешта и живёт там до сих пор. В июне 2025 года ему исполнится 100 лет. Оставшиеся на селе старики, женщины, подростки и дети работали день и ночь. 
В 1951 году в селе был установлен колхозный радиоузел и 100 радиоточек. После войны руководители хозяйства были: Кудрявцев В.К., Титов Г.П., молотков В.В., Гладуна С.Н., Ксюсев А.М., Корябкин В.Д., Коротынский Р.В., Павлюк А.В., Тетерин В.А., Люфт В.Г., Бокунович В.Д., Тарануха В.И., Фоменко А.П..
Особую строку в истории округа вписало время освоения целинных и залежных земель. В бригаду первоцелинников-златопольцев вошли: Сураев. В., Усольцев Н., Горобец М., Слепышев А., Акимов В., Левченко П., Шакумов Т., Кулешов Н. Совхоз «Златопольский» гремел славой не только по району и области, но и по всему Советскому Союзу. Совхоз –миллионер был первым среди хозяйств области по культуре земледелия, славится высокими урожаями, производством свинины. 
В 2007 году село отметило свой 100-летний юбилей. 
В 2011 году в селе был создан и торжественно открыт памятный обелиск «Войнам, погибшим при выполнении воинского долга в Афганистане и локальных войнах и конфликтах». 
Также в этом году был открыт музей села Златополье. Основателем музея является Лапенко Л.Г.

## Население
В 1989 году население села составляло 1892 человек (из них русские — 60%).
В 1999 году население села составляло 1413 человек (690 мужчин и 723 женщины). По данным переписи 2009 года, в селе проживало 1316 человек (652 мужчины и 664 женщины).
| Численность населения | Численность населения | Численность населения |
| 1989                  | 1999                  | 2009                  |
| --------------------- | --------------------- | --------------------- |
| 1892                  | ↘1413                 | ↘1316                 |
| 2023                  |                       |                       |
| ↗2367                 |                       |                       |

## Улицы[5]
- ул. Зеленая
- ул. Интернациональная
- ул. Мира
- ул. Морозова
- ул. Новостройки,
- ул. Парковая,
- ул. Пролетарская
- ул. Рабочая
- ул. Садовая
- ул. Советская
- ул. Степная
- ул. Центральная